# Ozarba pseudopunctigera
Ozarba pseudopunctigera là một loài bướm đêm trong họ Noctuidae.